# John Prine (musikalbum)
John Prine är John Prines självbetitlade debutalbum, utgivet 1971. Albumet hamnade på plats 458 på tidskriften Rolling Stones lista över de 500 bästa skivorna genom tiderna.

## Låtlista
1. "Illegal Smile" – 3:10
2. "Spanish Pipedream" – 2:37
3. "Hello in There" – 4:29
4. "Sam Stone" – 4:14
5. "Paradise" – 3:10
6. "Pretty Good" – 3:36
7. "Your Flag Decal Won't Get You Into Heaven Anymore" – 2:51
8. "Far From Me" – 3:38
9. "Angel From Montgomery" – 3:43
10. "Quiet Man" – 2:50
11. "Donald and Lydia" – 4:27
12. "Six O'Clock News" – 2:49
13. "Flashback Blues" – 2:33